# Jools Holland
Pour les articles homonymes, voir Holland.
Julian Miles Holland, né le 24 janvier 1958 à Blackheath, est un pianiste anglais et un présentateur de télévision.

## Biographie
Holland est le fondateur du groupe Squeeze, au sein duquel il s'est occupé des claviers jusqu'en 1980, année à laquelle il a quitté le groupe pour se concentrer sur sa carrière solo (bien qu'il l'ait rejoint plus tard).
Holland a commencé sa carrière comme musicien de studio. Sa première session de studio était avec Wayne County & the Electric Chairs en 1976 sur leur chanson Fuck Off.
Il avait en fait commencé à sortir des enregistrements en solo dès 1978 (son premier EP s'intitule Boogie Woogie '78), et avait continué cette carrière jusqu'au début des années 1980, en sortant un album et plusieurs singles entre 1981 et 1984. C'est cependant peut-être sa carrière de présentateur télévision qui l'a rendu plus célèbre, en présentant avec Paula Yates l'émission musicale de Newcastle intitulée The Tube. Holland s'est fait connaître par son usage de l'expression « groovy fuckers » en direct à la télévision, ce qui a provoqué l'annulation de trois éditions du programme ainsi que l'éviction de Holland de l'émission. Il a néanmoins tiré parti de cet épisode en participant à un sitcom appelé The Groovy Fellers avec Rowland Rivron.
En 1985, Squeeze (qui avait continué sa carrière jusqu'en 1982, malgré l'absence de son fondateur) se reforma contre toute attente. Holland revint jouer du clavier dans le groupe jusqu'en 1990, quand il décidé une nouvelle fois de se séparer de Squeeze en bons termes afin de reprendre ses carrières de musicien en solo et de présentateur.
Depuis 1992, il présente le programme musical éclectique Later... with Jools Holland, ainsi que le spectacle annuel du nouvel an Hootenanny, et s'est débarrassé de son image de « mauvais garçon » pour devenir un musicien respecté.
Les chanteuses Sam Brown et Ruby Turner se joignent souvent en concert à son groupe The Rhythm And Blues Orchestra.
Holland est un inconditionnel de la série culte des années 1960 Le Prisonnier, et possède plusieurs costumes et objets divers de la série. Il vit dans la zone du Westcombe Park de Blackheath, au sud-est de Londres, où il a construit son studio selon son propre design, vaguement inspiré du Portmeirion où est censée se dérouler la série qu'il affectionne tant.
On a également pu voir Holland au cinéma en 1997, dans le film SpiceWorld, où il jouait le rôle d'un chef d'orchestre.
Il a été fait membre de l'Ordre de l'Empire britannique en 2003 dans la liste des honneurs de la reine, pour avoir rendu service à l'industrie musicale anglaise en tant que musicien et présentateur. Il publie également, et apparaît souvent dans d'autres émissions télévisées et radiophoniques. En 2004, il a collaboré avec Tom Jones sur un album de musique traditionnelle R&B. En janvier 2005, lui et son groupe ont donné un concert avec Eric Clapton comme tête d'affiche du Tsunami relief concert au Millennium Stadium.
Le 22 novembre 2002, il participe au « Concert for George » au Royal Albert Hall en mémoire de George Harrison, et interprète Horse to the Water avec Sam Brown et Jim Capaldi.
Le 29 août 2005, Holland a épousé Christabel McEwen, l'ex-femme de Edward Lambton, Lord Durham. Le mariage eut lieu à la St James's Church, à Cooling, près de  Rochester, et y assistèrent des stars comme Ringo Starr, Robbie Coltrane, Stephen Fry et Dawn French, ainsi que Lenny Henry, Tim Pope, Lulu, Jennifer Saunders et Adrian Edmondson.
En septembre 2006, il a été fait Deputy Lieutenant de Kent.
Son émission de télévision a été l'une des premières à faire connaître auprès d'un très large public la chanteuse galloise Duffy et à la lancer au niveau international. Certains extraits où Jools Holland accompagne au piano ont été vus à des centaines de milliers de reprises sur YouTube.
Avec son grand orchestre (une vingtaine de musiciens), Jools Holland est venu jouer en France à deux reprises : la première fois le 16 mars 2006 au Trabendo à Paris, la deuxième, toujours à Paris, à l'Alhambra le 6 avril 2008.

## Éducation
Holland a fait ses études à la Shooters Hill Grammar School sur Red Lion Lane à Shooter's Hill, dans le Royal Borough de Greenwich au sud-est de Londres, d'où il a été expulsé pour avoir endommagé  la Triumph Herald d'un enseignant.

## Loisirs
Jools Holland est modéliste ferroviaire.

## Discographie
- 1978 : Boogie Woogie '78 (EP)
- 1981 : Jools Holland and His Millionaires
- 1984 : Jools Holland Meets Rock 'A' Boogie Billy (seulement aux États-Unis)
- 1990 : World Of His Own
- 1991 : The Full Complement
- 1992 : Together Again (single avec Sam Brown)
- 1992 : The A-Z Geographer's Guide To The Piano
- 1994 : Solo Piano
- 1994 : Live Performance
- 1996 : Sex & Jazz & Rock & Roll
- 1997 : Lift The Lid
- 1998 : Best Of
- 1999 : Sunset Over London
- 2000 : Hop The Wag
- 2001 : Small World Big Band
- 2002 : SWBB Volume Two: More Friends
- 2003 : Jack O The Green (SWBB Friends 3)
- 2004 : Tom Jones & Jools Holland
- 2005 : Swing the Blues, Dancing the Ska
- 2005 : Beatroute
- 2006 : David Gilmour On An Island (piano sur The Blue)
- 2024 : Swing Fever, album de Rod Stewart